# Térközjelző
A térközjelző a térközi közlekedésre berendezett vasúti pályán a térközszakasz elején felállított automata fényjelző. A térközjelzők az állomásközt hivatottak felosztani; feladatuk a térközszakasz fedezése, a vonatutolérés megakadályozása. Ahol két vasútállomás között térközjelzők találhatóak, ott egyszerre több vonat is tud közlekedni az adott szakaszon ugyanabba az irányba.
Automatikus működése következtében előfordulhat, hogy amikor egy vonat elhagyta a jelző által fedezett szakaszt, akkor vörösből (megállj jelzés) nem vált továbbhaladást engedélyező állásba; ilyenkor a tiltó jelzésnél 15 km/h sebességgel tovább lehet haladni. A térközjelzőkön menetirányváltás is elvégezhető a szembemenesztés megakadályozására.
A térközjelző alapértelmezett jelzése – a többi főjelzővel ellentétben – a továbbhaladást engedélyező jelzés, így üzemszerűen csak akkor mutathat vöröset, ha az általa fedezett térközben vonat tartózkodik vagy halad. Ha újabb térközjelző következik, az erre előjelzést adó jelző zöldet, míg a következő vasútállomás – szabványosan megállj jelzést mutató – bejárati jelzőjére előjelzést mutató térközjelző sárgát mutat. Ha a következő jelzőnél legfeljebb 40 km/h-val lehet elhaladni, az adott térközjelző villogó sárga, míg, ha nagyobb sugarú kitérő esetén legfeljebb 80 km/h-val, akkor villogó zöld jelzést ad. Előfordulhat, hogy a bejárati jelző, a pályára engedélyezett sebesség függvényében megállapított fékút hosszánál közelebb van a térközjelzőhöz. Ilyenkor három helyett négyfényű térközjelzőt helyeznek el, mivel, ha megállj-jelzést mutat a bejárati jelző, nem lehetne biztonságos megállni a jelzőig a pályára engedélyezett legnagyobb sebességgel történő elhaladáskor. Így két sárgával ad előjelzést a megállj állású bejárati jelzőre (legfeljebb 40 km/h). A térközjelzők sötét jelzést adnak ellenkező menetirány esetén.
Kétvágányú pályák esetén általában a pálya mindkét oldalára, mindkét irányból kitűzik. A helytelen vágányok felőli térközjelzők - a megfelelő irányokból - szabványosan sötétek. A kétvágányú pálya a menetirányváltás kihasználásával lényegében két egyvágányú pályaként is használható, lényegesen megnövelve az állomásköz átbocsátóképességét.

## Lásd még
- Fényjelzők
- Vasúti fényjelzők Magyarországon